# Plan Voisin

Plan Voisin para París (1925), de Le Corbusier

El Plan Voisin fue un proyecto urbanístico no realizado elaborado en 1925 para la ciudad de París por el arquitecto suizo nacionalizado francés Le Corbusier. 

## Proyecto
Le Corbusier, seudónimo de Charles-Édouard Jeanneret-Gris, está considerado como uno de los padres de la arquitectura racionalista —también conocida como Estilo internacional o Movimiento moderno— y uno de los arquitectos más influyentes del siglo XX. Aunque suizo de nacimiento, se estableció en París en 1917 (a los treinta años) y se naturalizó francés en 1930. En 1922 se asoció con su primo, el ingeniero Pierre Jeanneret, con el que abrió un estudio en París y con el que realizó la mayoría de sus obras hasta 1940, fecha en que se separaron.

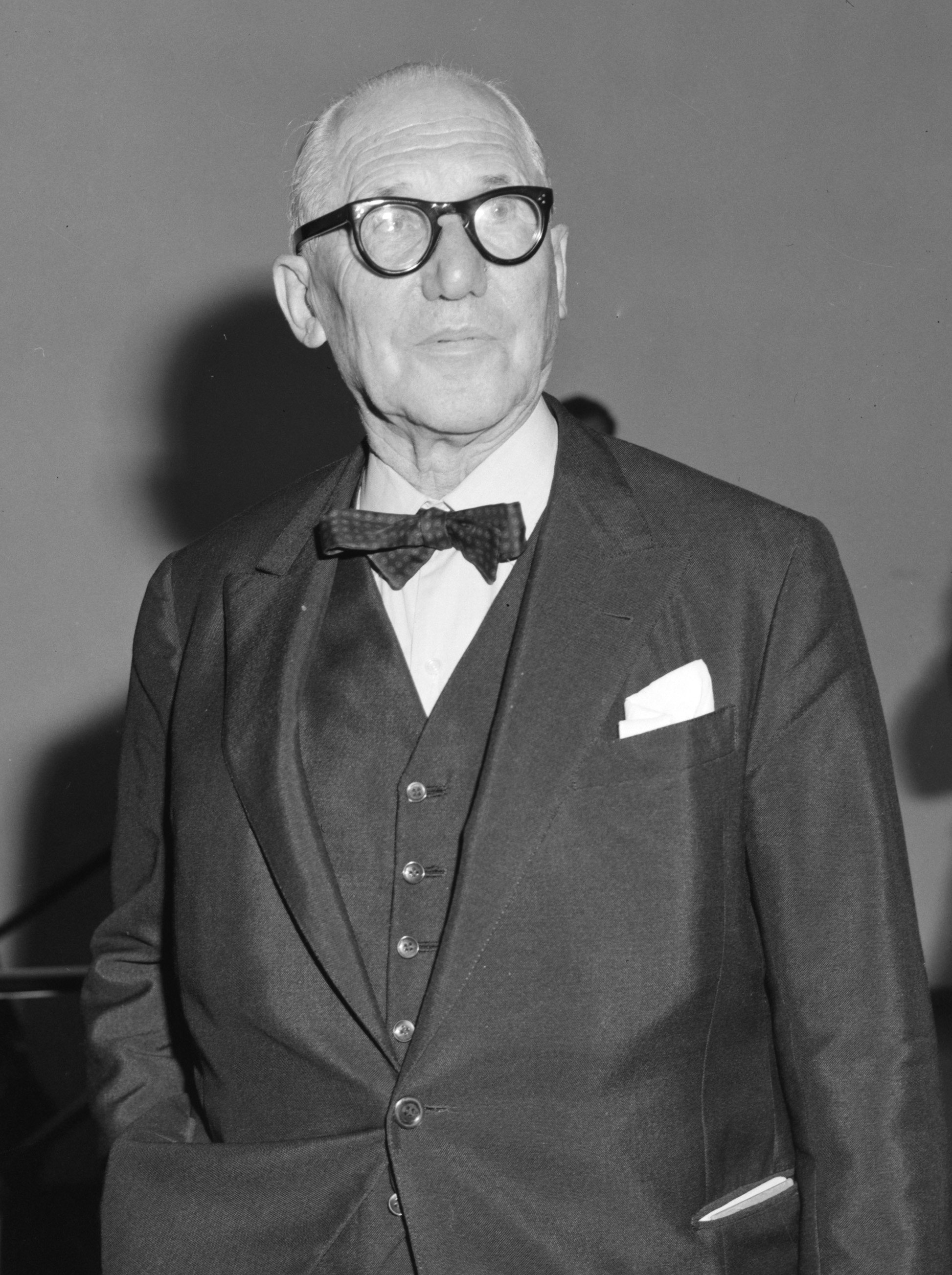
Le Corbusier

Además de como arquitecto, Le Corbusier destacó como urbanista y, a lo largo de su carrera, desarrolló numerosos proyectos urbanísticos. Ya en 1922 había esbozado su proyecto de una Ville contemporaine pour trois milions d'habitants, en que situaba un centro urbano con una serie de rascacielos de oficinas en torno a un nudo de comunicaciones rodeado de diversos sectores residenciales, de servicios y ocio, con abundantes zonas verdes y calles ordenadas jerárquicamente.  En 1925 publicó Urbanisme, donde desarrolló sus ideas sobre una ciudad funcional basada en el orden y la linealidad. En esta obra establecía cuatro puntos esenciales sobre el urbanismo: descongestionar el centro de las ciudades, aumentar su densidad, aumentar los medios de desplazamiento y aumentar los parques y espacios abiertos.
Este esquema lo aplicó a su Plan Voisin para París, elaborado en 1925 con el patrocinio del fabricante de automóviles y aeroplanos Gabriel Voisin —anteriormente había tanteado a Peugeot y Citroën, que rehusaron—. Lo presentó en el pabellón de L'Esprit Nouveau que había construido para la Exposición de Artes Decorativas de 1925 en París. Las premisas fundamentales del proyecto eran la funcionalidad higienista —proporcionar una correcta insolación y ventilación a las viviendas—, la profusión de zonas verdes, sistemas eficaces de vivienda colectiva y facilitar la circulación: «una ciudad hecha para la velocidad es una ciudad hecha para el éxito», según sus palabras.
En este proyecto, le Corbusier desarrollaba su idea de una reconstrucción total sobre un plano geométrico como única solución para descongestionar los núcleos antiguos de las viejas ciudades. El arquitecto llegó a proponer el derribo de 40 hectáreas de edificios antiguos de la orilla derecha del Sena, de los que solo se salvarían los grandes monumentos, como el Palais-Royal o la Place de la Madeleine. En su lugar se situaría una gran explanada verde que albergaría diecinueve altos rascacielos de 180 m de altura con planta de cruz, con carreteras rectas y a diferentes niveles. Además de rascacielos, el resto de edificios serían casas à redent («en rediente»), una serie de edificaciones por quiebros en giro repetido e invertido en ángulo recto para aprovechar dos orientaciones: este-oeste, con viviendas a ambos lados y calle interior; y norte-sur, con viviendas en la parte sur y una calle perimetral en el norte. Los edificios serían de once pisos y 400 m de pasaje, separados 200 m unos de otros. Tanto los edificios como las autovías estarían elevados sobre pilotis y dejarían la parte inferior para zona verde y servicios comunitarios.
Muchas de las formulaciones de Le Corbusier fueron recogidas en la Carta de Atenas, uno de los principales manifiestos del urbanismo racionalista. Se redactó en el IV Congreso Internacional de Arquitectura Moderna celebrado en Atenas en 1933, bajo la iniciativa principalmente de Le Corbusier, aunque la redacción corrió a cargo de los arquitectos suizos Werner Moser y Rudolf Steiger. No fue publicado hasta 1942, de forma anónima, y en 1944 por Josep Lluís Sert con el título Can our Cities Survive?; por último, en 1957 fue publicada con la firma de Le Corbusier. Este planteamiento inspiró muchas de las realizaciones urbanísticas de los años 1950 y 1960.
En 1933 reformuló sus teorías con el nombre de Ville Radieuse («ciudad radiante»), un proyecto casi utópico que aunaba funcionalidad con preocupación ecológica, con bloques gigantes de apartamentos separados entre ellos para garantizar su exposición al sol, grandes espacios ajardinados, separación de funciones y eficientes vías de comunicaciones.